# Macrolobium longipes
Macrolobium longipes är en ärtväxtart som beskrevs av John Macqueen Cowan. Macrolobium longipes ingår i släktet Macrolobium och familjen ärtväxter. Inga underarter finns listade i Catalogue of Life.